# Florian David
Florian David (Champigny-sur-Marne, Francia; 16 de noviembre de 1992) es un futbolista de Isla de Guadalupe nacido en Francia que juega en la posición de delantero con el FC Swift Hesperange de la División Nacional de Luxemburgo desde el 2024.

## Carrera

### Club
| Periodo   | Club                       |
| --------- | -------------------------- |
| 2010–2015 | Toulouse FC B              |
| 2015–2019 | Grenoble Foot 38           |
| 2018      | → Les Herbiers VF (cedido) |
| 2018      | → Les Herbiers II (cedido) |
| 2018–2019 | → Rodez AF (cedido)        |
| 2019–2020 | FC Chambly                 |
| 2020–2023 | Rodez AF                   |
| 2023      | FK Kauno Žalgiris          |
| 2024      | Al-Najma                   |
| 2024–     | FC Swift Hesperange        |

### Selección nacional
Ha jugado con Guadalupe desde el 2018, y su primer gol internacional lo anotó el 11 de septiembre de 2018 en la victoria por 3-0 sobre Saint-Martin en The Valley, Anguilla por la Clasificación para la Liga de Naciones Concacaf 2019-20.
Participó en la Copa de Oro de la Concacaf 2025 donde anotó un gol en la derrota por 2-5 ante Panamá en Carson, California.